# Jennifer Shim International 2017
Die Jennifer Shim International 2017 für Damen war ein Karambolageturnier in der Disziplin Dreiband und fand vom 4. bis 6. August in New York, Vereinigte Staaten statt. In Anschluss an dieses Turnier fanden traditionell die jährlichen Verhoeven Open statt, bei der auch Damen zugelassen waren.

## Geschichte
2013 wurde das Turnier zum ersten Mal als eigenständiges Turnier für Damen ausgerichtet. Die Anfänge gehen jedoch in das Jahr 2005 zurück. Damals richtete die Witwe des US-amerikanischen Spitzenspielers koreanischer Herkunft, Sang Chun Lee, zu seinen Ehren die Sang Lee International Open aus. Dieses Turnier wurde nur bis 2008 gespielt, erlebte aber 2012 unter dem Namen Verhoeven Open Tournament seine Wiedergeburt. 2015 wurde das Damenturnier dann in Jennifer Shim International umbenannt.

## Modus

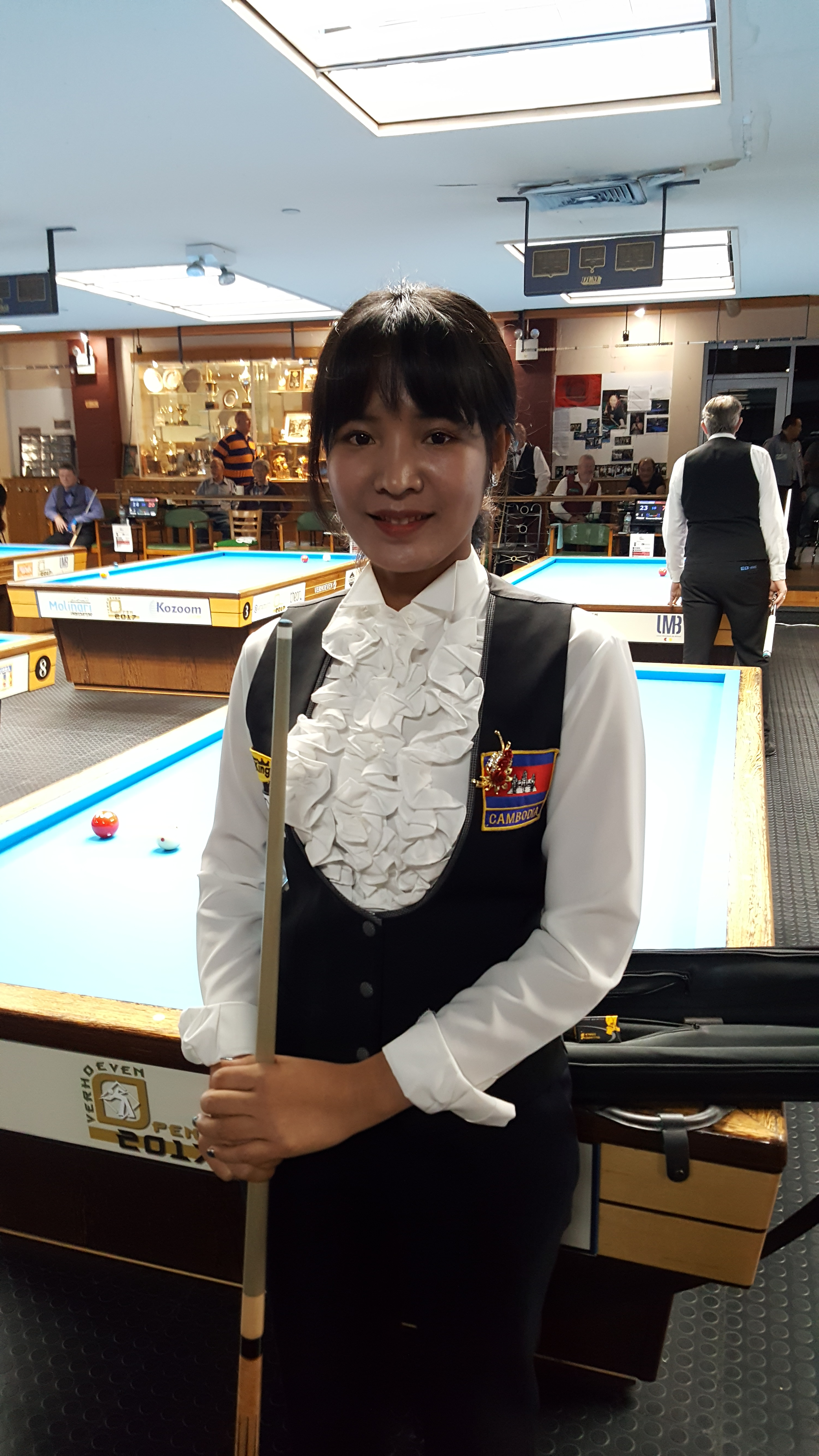
Sruong Pheavy, Vorjahresfinalistin

Gespielt wurde in vier Vorrundengruppen zu je 7 Spielerinnen, in denen alle Spielerinnen gegeneinander antreten mussten (Round-Robin-Modus). Gespielt wurde in der Gruppenphase auf 25 Punkte oder 55 Aufnahmen ohne Nachstoß bei Sieg. Bei Partieende mit weniger als 25 Punkte gibt es einen Nachstoß. Die besten 2 Spielerinnen jeder Gruppe spielen im KO-System die Siegerin aus. In der Finalrunde und den Platzierungsspielen wurde bis 30 Punkte ohne Aufnahmenbegrenzung und ohne Nachstoß gespielt. Die Plätze drei bis acht wurden in Playoffs ausgespielt.

### Teilnehmende Nationen
Es nahmen elf Nationen teil: (Anzahl der Spielerinnen)
- Südkorea (6 Spielerinnen)
- Japan (5 Spielerinnen)
- Vereinigte Staaten (5 Spielerinnen)
- Niederlande (4 Spielerinnen)
- Kolumbien (2 Spielerinnen)
- Österreich (2 Spielerinnen)
- Frankreich (1 Spielerin)
- Kambodscha (1 Spielerin)
- Peru (1 Spielerin) (nicht angetreten)
- Türkei (1 Spielerin)

## Turnierkommentar
Neben der Titelverteidigerin Therese Klompenhouwer aus den Niederlanden nahmen auch die niederländische Nummer 2, Karina Jetten  teil. Für Japan spielten die sechsfache Weltmeisterin Orie Hida und ihre Mutter Kazumi. Aus Belgien reiste Jessica Caudron, Frau des mehrfachen Weltmeisters Frédéric Caudron, an. Alina Shim, jüngere Schwester der Turniernamensgeberin war zum ersten Mal dabei, konnte aber in der Gruppenphase kein Spiel gewinnen und war damit ausgeschieden. Österreich war durch Helga Mitterböck und Monika Steinberger vertreten. Deutschland konnte keine Spielerin entsenden, ebenso wie die Schweiz. Die Gastgeber schickten mit Esther Park die Landesbeste ins Rennen um die Goldmedaille. Sruong Pheavy aus Kambodscha, Zweite des letzten Turniers, belegte einen guten dritten Platz in der Gruppenrunde, kam aber nicht in die Finalrunde. Kazumi Hida belegte Platz 4. Im Finale trafen die beiden Hauptkonkurrentinnen Hida und Klompenhouwer, wie schon 2013, aufeinander. Die Niederländerin konnte sich erneut durchsetzen und das Turnier zum dritten Mal in Folge gewinnen.

## Gruppenphase
| MP    | Match Punkte (Sieger = 2; Unentschieden = 1; Verlierer = 0) |
| SV    | Satzverhältnis (nur bei Turnieren im Satzsystem)            |
| Pkte. | Erzielte Karambolagen                                       |
| Aufn. | benötigte Aufnahmen                                         |
| GD    | Generaldurchschnitt                                         |
| MGD   | Mannschafts-Generaldurchschnitt                             |
| BED   | Bester Einzeldurchschnitt eines Spielers                    |
| BEMD  | Bester Einzeldurchschnitt einer Mannschaft                  |
| BSD   | Bester Satzdurchschnitt eines Spielers                      |
| HS    | Höchstserie                                                 |
| WRP   | Weltranglistenpunkte                                        |

| Endklassement Gruppe A | Endklassement Gruppe A | Endklassement Gruppe A | Endklassement Gruppe A | Endklassement Gruppe A | Endklassement Gruppe A | Endklassement Gruppe A | Endklassement Gruppe A |
| Platz                  | Name                   | MP                     | Pkt.                   | Aufn.                  | GD                     | BED                    | HS                     |
| ---------------------- | ---------------------- | ---------------------- | ---------------------- | ---------------------- | ---------------------- | ---------------------- | ---------------------- |
| 1                      | Natsumi Higashiuchi    | 12                     | 150                    | 199                    | 0,754                  | 0,833                  | 5                      |
| 2                      | Han Ji-eun             | 10                     | 146                    | 227                    | 0,643                  | 0,862                  | 6                      |
| 3                      | Mercedes Gonzales      | 6                      | 131                    | 220                    | 0,595                  | 0,758                  | 6                      |
| 4                      | Arzu Gök               | 6                      | 122                    | 254                    | 0,480                  | 0,568                  | 4                      |
| 5                      | Jessica Caudron        | 6                      | 116                    | 246                    | 0,472                  | 0,568                  | 7                      |
| 6                      | Ruth Segura            | 0                      | 63                     | 247                    | 0,255                  | –                      | 3                      |
| 7                      | Chantal Seves          | 0                      | 33                     | 273                    | 0,121                  | –                      | 3                      |

| Endklassement Gruppe B | Endklassement Gruppe B                | Endklassement Gruppe B | Endklassement Gruppe B | Endklassement Gruppe B | Endklassement Gruppe B | Endklassement Gruppe B | Endklassement Gruppe B |
| Platz                  | Name                                  | MP                     | Pkt.                   | Aufn.                  | GD                     | BED                    | HS                     |
| ---------------------- | ------------------------------------- | ---------------------- | ---------------------- | ---------------------- | ---------------------- | ---------------------- | ---------------------- |
| 1                      | Orie Hida                             | 10                     | 125                    | 129                    | 0,969                  | 1,471                  | 7                      |
| 2                      | Karina Jetten                         | 8                      | 106                    | 138                    | 0,768                  | 1,087                  | 7                      |
| 3                      | Sruong Pheavy                         | 6                      | 93                     | 168                    | 0,554                  | 0,962                  | 5                      |
| 4                      | Kazumi Hida                           | 4                      | 70                     | 179                    | 0,391                  | 0,463                  | 5                      |
| 5                      | Helga Mitterböck                      | 2                      | 93                     | 222                    | 0,419                  | 0,436                  | 5                      |
| 6                      | Alina Shim                            | 0                      | 70                     | 222                    | 0,315                  | –                      | 4                      |
| 7                      | Jackeline R. Pérez (nicht angetreten) | –                      | –                      | –                      | –                      | –                      | –                      |

| Endklassement Gruppe C | Endklassement Gruppe C | Endklassement Gruppe C | Endklassement Gruppe C | Endklassement Gruppe C | Endklassement Gruppe C | Endklassement Gruppe C | Endklassement Gruppe C |
| Platz                  | Name                   | MP                     | Pkt.                   | Aufn.                  | GD                     | BED                    | HS                     |
| ---------------------- | ---------------------- | ---------------------- | ---------------------- | ---------------------- | ---------------------- | ---------------------- | ---------------------- |
| 1                      | Therese Klompenhouwer  | 12                     | 150                    | 127                    | 1,095                  | 1,667                  | 6                      |
| 2                      | Ryoko Kobayashi        | 8                      | 116                    | 202                    | 0,574                  | 0,962                  | 4                      |
| 3                      | Ha Ji-young            | 6                      | 116                    | 220                    | 0,527                  | 0,664                  | 6                      |
| 4                      | Monika Steinberger     | 6                      | 97                     | 260                    | 0,373                  | 0,625                  | 5                      |
| 5                      | Olivia Lee             | 4                      | 108                    | 261                    | 0,414                  | 0,676                  | 4                      |
| 6                      | Sylvia Eckel           | 4                      | 101                    | 268                    | 0,377                  | 0,436                  | 4                      |
| 7                      | Oh Se-won              | 2                      | 68                     | 251                    | 0,271                  | 0,345                  | 4                      |

| Endklassement Gruppe D | Endklassement Gruppe D | Endklassement Gruppe D | Endklassement Gruppe D | Endklassement Gruppe D | Endklassement Gruppe D | Endklassement Gruppe D | Endklassement Gruppe D |
| Platz                  | Name                   | MP                     | Pkt.                   | Aufn.                  | GD                     | BED                    | HS                     |
| ---------------------- | ---------------------- | ---------------------- | ---------------------- | ---------------------- | ---------------------- | ---------------------- | ---------------------- |
| 1                      | Namiko Hayashi         | 12                     | 150                    | 190                    | 0,789                  | 1,000                  | 5                      |
| 2                      | Lee Mi-rae             | 10                     | 138                    | 241                    | 0,573                  | 0,893                  | 4                      |
| 3                      | Ester Park             | 8                      | 117                    | 234                    | 0,500                  | 0,758                  | 5                      |
| 4                      | Yong Hyun-ji           | 6                      | 129                    | 257                    | 0,502                  | 0,781                  | 6                      |
| 5                      | Mélanie Hallier        | 2                      | 81                     | 267                    | 0,303                  | 0,481                  | 3                      |
| 6                      | Yeimy Mancipe          | 2                      | 79                     | 249                    | 0,317                  | 0,345                  | 4                      |
| 7                      | Rhio Anne Flores       | 2                      | 56                     | 254                    | 0,220                  | 0,218                  | 4                      |

## Finalrunde
Gespielt wird ohne Nachstoß.
|  | Viertelfinale Spiel auf 30 Punkte | Viertelfinale Spiel auf 30 Punkte | Viertelfinale Spiel auf 30 Punkte | Viertelfinale Spiel auf 30 Punkte | Viertelfinale Spiel auf 30 Punkte | Viertelfinale Spiel auf 30 Punkte |                 |                   | Halbfinale Spiel auf 30 Punkte | Halbfinale Spiel auf 30 Punkte | Halbfinale Spiel auf 30 Punkte | Halbfinale Spiel auf 30 Punkte | Halbfinale Spiel auf 30 Punkte | Halbfinale Spiel auf 30 Punkte |      |       | Finale Spiel auf 30 Punkte | Finale Spiel auf 30 Punkte | Finale Spiel auf 30 Punkte | Finale Spiel auf 30 Punkte | Finale Spiel auf 30 Punkte | Finale Spiel auf 30 Punkte |
|  |                                   |                                   |                                   |                                   |                                   |                                   |                 |                   |                                |                                |                                |                                |                                |                                |      |       |                            |                            |                            |                            |                            |                            |
|  |                                   | MP                                | Pkt.                              | Aufn.                             | GD                                | HS                                |                 |                   |                                |                                |                                |                                |                                |                                |      |       |                            |                            |                            |                            |                            |                            |
|  |                                   | MP                                | Pkt.                              | Aufn.                             | GD                                | HS                                |                 |                   |                                |                                |                                |                                |                                |                                |      |       |                            |                            |                            |                            |                            |                            |
|  | Namiko Hayashi                    | 0                                 | 28                                | 46                                | 0,609                             | 3                                 |                 |                   |                                |                                |                                |                                |                                |                                |      |       |                            |                            |                            |                            |                            |                            |
|  | Namiko Hayashi                    | 0                                 | 28                                | 46                                | 0,609                             | 3                                 |                 | MP                | Pkt.                           | Aufn.                          | GD                             | HS                             |                                |                                |      |       |                            |                            |                            |                            |                            |                            |
|  | Ryoko Kobayashi                   | 2                                 | 30                                | 46                                | 0,652                             | 4                                 |                 | MP                | Pkt.                           | Aufn.                          | GD                             | HS                             |                                |                                |      |       |                            |                            |                            |                            |                            |                            |
|  | Ryoko Kobayashi                   | 2                                 | 30                                | 46                                | 0,652                             | 4                                 | Ryoko Kobayashi | 0                 | 12                             | 16                             | 0,750                          | 2                              |                                |                                |      |       |                            |                            |                            |                            |                            |                            |
|  |                                   | MP                                | Pkt.                              | Aufn.                             | GD                                | HS                                | Ryoko Kobayashi | 0                 | 12                             | 16                             | 0,750                          | 2                              |                                |                                |      |       |                            |                            |                            |                            |                            |                            |
|  |                                   | MP                                | Pkt.                              | Aufn.                             | GD                                | HS                                |                 | Orie Hida         | 2                              | 30                             | 16                             | 1,875                          | 7                              |                                |      |       |                            |                            |                            |                            |                            |                            |
|  | Han Ji-eun                        | 0                                 | 17                                | 28                                | 0,607                             | 3                                 |                 | Orie Hida         | 2                              | 30                             | 16                             | 1,875                          | 7                              |                                |      |       |                            |                            |                            |                            |                            |                            |
|  | Han Ji-eun                        | 0                                 | 17                                | 28                                | 0,607                             | 3                                 |                 |                   |                                |                                |                                |                                |                                | MP                             | Pkt. | Aufn. | GD                         | HS                         |                            |                            |                            |                            |
|  | Orie Hida                         | 2                                 | 30                                | 28                                | 1,071                             | 4                                 |                 |                   |                                |                                |                                |                                |                                | MP                             | Pkt. | Aufn. | GD                         | HS                         |                            |                            |                            |                            |
|  | Orie Hida                         | 2                                 | 30                                | 28                                | 1,071                             | 4                                 | Orie Hida       | 0                 | 22                             | 27                             | 0,815                          | 4                              |                                |                                |      |       |                            |                            |                            |                            |                            |                            |
|  |                                   | MP                                | Pkt.                              | Aufn.                             | GD                                | HS                                | Orie Hida       | 0                 | 22                             | 27                             | 0,815                          | 4                              |                                |                                |      |       |                            |                            |                            |                            |                            |                            |
|  |                                   | MP                                | Pkt.                              | Aufn.                             | GD                                | HS                                |                 | Th. Klompenhouwer | 2                              | 30                             | 27                             | 1,111                          | 8                              |                                |      |       |                            |                            |                            |                            |                            |                            |
|  | Natsumi Higashiuchi               | 0                                 | 24                                | 30                                | 0,800                             | 5                                 |                 | Th. Klompenhouwer | 2                              | 30                             | 27                             | 1,111                          | 8                              |                                |      |       |                            |                            |                            |                            |                            |                            |
|  | Natsumi Higashiuchi               | 0                                 | 24                                | 30                                | 0,800                             | 5                                 |                 | MP                | Pkt.                           | Aufn.                          | GD                             | HS                             |                                |                                |      |       |                            |                            |                            |                            |                            |                            |
|  | Lee Mi-rae                        | 2                                 | 30                                | 31                                | 0,968                             | 7                                 |                 | MP                | Pkt.                           | Aufn.                          | GD                             | HS                             |                                |                                |      |       |                            |                            |                            |                            |                            |                            |
|  | Lee Mi-rae                        | 2                                 | 30                                | 31                                | 0,968                             | 7                                 | Lee Mi-rae      | 0                 | 14                             | 26                             | 0,538                          | 3                              |                                |                                |      |       |                            |                            |                            |                            |                            |                            |
|  |                                   | MP                                | Pkt.                              | Aufn.                             | GD                                | HS                                | Lee Mi-rae      | 0                 | 14                             | 26                             | 0,538                          | 3                              |                                |                                |      |       |                            |                            |                            |                            |                            |                            |
|  |                                   | MP                                | Pkt.                              | Aufn.                             | GD                                | HS                                |                 | Th. Klompenhouwer | 2                              | 30                             | 27                             | 1,111                          | 5                              |                                |      |       |                            |                            |                            |                            |                            |                            |
|  | Karina Jetten                     | 0                                 | 10                                | 24                                | 0,417                             | 4                                 |                 | Th. Klompenhouwer | 2                              | 30                             | 27                             | 1,111                          | 5                              |                                |      |       |                            |                            |                            |                            |                            |                            |
|  | Karina Jetten                     | 0                                 | 10                                | 24                                | 0,417                             | 4                                 |                 |                   |                                |                                |                                |                                |                                |                                |      |       |                            |                            |                            |                            |                            |                            |
|  | Th. Klompenhouwer                 | 2                                 | 30                                | 24                                | 1,250                             | 5                                 |                 |                   |                                |                                |                                |                                |                                |                                |      |       |                            |                            |                            |                            |                            |                            |
|  | Th. Klompenhouwer                 | 2                                 | 30                                | 24                                | 1,250                             | 5                                 |                 |                   |                                |                                |                                |                                |                                |                                |      |       |                            |                            |                            |                            |                            |                            |

### Spiel um die Platz 3
| \| \| Spiel um Platz 3 (Sieger) \| \| \| \| \| \| \| \| \| \| \| \| \| \| \| \| Lee Mi-rae \| 30/29 \| \| \| \| Ryoko Kobayashi \| 21/28 \| |                           |                 |       |
| | Spiel um Platz 3 (Sieger) |                 |       |
| |                           |                 |       |
| |                           |                 |       |
| |                           | Lee Mi-rae      | 30/29 |
| |                           | Ryoko Kobayashi | 21/28 |

### Spiele um die Plätze 5–8
| Spiel | Spieler 1           | Erg.  | Spieler 2     |
| ----- | ------------------- | ----- | ------------- |
| 1     | Namiko Hayashi      | 30:23 | Han Ji-eun    |
| 2     | Natsumi Higashiuchi | 30:25 | Karina Jetten |

|  | Spiel um Platz 5 (Sieger) |                     |       |
|  |                           |                     |       |
|  |                           |                     |       |
|  |                           | Natsumi Higashiuchi | 30/25 |
|  |                           | Namiko Hayashi      | 21/25 |

|  | Spiel um Platz 7 (Verlierer) |               |       |
|  |                              |               |       |
|  |                              |               |       |
|  |                              | Karina Jetten | 19/40 |
|  |                              | Han Ji-eun    | 30/41 |

## Abschlusstabelle
| Endklassement | Endklassement | Endklassement         | Endklassement | Endklassement | Endklassement | Endklassement | Endklassement | Endklassement |
| Phase         | Platz         | Name                  | MP            | Pkt.          | Aufn.         | GD            | BED           | HS            |
| ------------- | ------------- | --------------------- | ------------- | ------------- | ------------- | ------------- | ------------- | ------------- |
| Final- runde  | 1             | Therese Klompenhouwer | 18            | 240           | 215           | 1,116         | 1,666         | 8             |
| Final- runde  | 2             | Orie Hida             | 14            | 207           | 200           | 1,035         | 1,875         | 7             |
| Final- runde  | 3             | Lee Mi-rae            | 12            | 212           | 327           | 0,648         | 1,034         | 7             |
| Final- runde  | 4             | Ryoko Kobayashi       | 10            | 179           | 292           | 0,613         | 0,962         | 4             |
| Final- runde  | 5             | Natsumi Higashiuchi   | 12            | 234           | 288           | 0,813         | 1,200         | 7             |
| Final- runde  | 6             | Namiko Hayashi        | 12            | 229           | 314           | 0,729         | 1,000         | 5             |
| Final- runde  | 7             | Han Ji-eun            | 10            | 216           | 348           | 0,621         | 0,862         | 6             |
| Final- runde  | 8             | Karina Jetten         | 8             | 160           | 235           | 0,681         | 1,087         | 7             |